# Nachal Patiš
Nachal Patiš (hebrejsky: נחל פטיש) je vádí v Izraeli, v Negevské poušti.
Začíná v severním Negevu, nadaleko severního okraje města Beerševa. Směřuje pak k severozápadu a vstupuje do krajiny na severozápadním okraji Negevu poblíž města Ofakim, která již ztrácí pouštní charakter a je částečně zemědělsky využívaná. Poblíž vesnice Patiš ústí do vádí Nachal Grar. Poblíž dolního toku vysazuje Židovský národní fond les a další zeleň a vádí je zapojeno do přírodní rezervace při Nachal Grar.